# Vladislav II.
Vladislav II., auch Wladislaw II. (* um 1110; † 18. Januar 1174 in predium Mer (Meerane)) war Herzog von Böhmen, ab 1158 König von Böhmen. Er herrschte von 1140 bis 1172.

## Leben

### Wahl zum Herzog
Der älteste Sohn von Vladislav I. und Richinza von Berg erlebte eine abenteuerliche Jugend. Unter der Herrschaft seines Onkels Soběslav I. verließ er 1133 Böhmen und ging nach Bayern zu Verwandten. 1133 sollte er ein kleines Heer aufbauen, welches der böhmische Herzog dem Kaiser zur Verfügung stellen wollte. Er nahm das Geld und verschwand nach Ungarn. Nach dem Tod seines Onkels wurde er 1140 von den Ständen zum Herzog berufen, obwohl sie selbst zwei Jahre zuvor Soběslavs Sohn Vladislav zum Herzog gewählt hatten. Der Kaiser bestätigte die Wahl und Vladislav II. ging nach Prag zurück.
1142 versuchte eine Gruppe mährischer Adliger unter Vratislav von Brünn, Vladislav zu stürzen. Konrad II. von Znaim stellte ein Heer auf, mit dem er in Böhmen einmarschierte. Bei der Schlacht am Hügel Vysoká (49,94° N, 15,19° O) bei Kuttenberg siegte zunächst Vladislav, aber durch einen Verrat in seinem Heer musste er sich schließlich zurückziehen. In Prag angekommen, überließ er die Verteidigung der Stadt seinem jüngeren Bruder Fürst Děpold (Theobald) und ritt zu König Konrad III. nach Würzburg, um dort um Hilfe zu ersuchen. Fürst Děpold verteidigte erfolgreich Prag und nach Ankunft der königlichen Armee mussten sich die Mährer geschlagen geben. Vladislav nutzte diesen Sieg, um Mähren, das in den Jahrzehnten zuvor immer wieder eine Quelle des Widerstands gegen die böhmischen Fürsten gewesen war, bis 1144 endgültig unter die Prager Herrschaft zu zwingen. Ein wichtiges Werkzeug dazu war die Zusammenarbeit mit dem Bischof von Olmütz, Heinrich Zdik. Kirchliche Güter und Untertanen wurden vollkommen der Herrschaft der weltlichen Fürsten entzogen. Dies schwächte den mährischen Adel, in geringerem Umfang aber auch den Prager Fürsten.
Unter Vladislav band sich Böhmen enger an das Reich. So schloss sich der böhmische Fürst beim Zweiten Kreuzzug nach Palästina 1147 dem Heer des Königs an. In dieser Zeit herrschte der päpstliche Legat Guido in Böhmen. Vladislav absolvierte allerdings nur einen Teil des Weges. Er kam bis Agram, wo er den byzantinischen Kaiser Manuel I. traf und setzte seinen Kreuzzug gegen heidnische Slawen über Kiew und Krakau fort.

### Vladislav wird König
Nach der Thronbesteigung Friedrich Barbarossas im Jahr 1152 kühlten sich die Beziehungen zunächst ab, da der neue Kaiser die Nachkommen des Soběslav favorisierte. Bald stellte Vladislav jedoch seine Treue zum neuen Kaiser unter Beweis und wurde daraufhin in die Gnade Barbarossas aufgenommen. Seine Beteiligung an Feldzügen nach Italien und Polen brachten ihm 1158 als zweitem aus dem Geschlecht der Přemysliden nach dem 1092 gestorbenen Vratislav II. die Königskrone für Böhmen ein. Am 11. Januar 1158 erhielt er in Regensburg die Königskrone aus den Händen des Kaisers. Darüber hinaus sprach Barbarossa ihm Bautzen zu, wodurch die böhmischen Herrscher nördlich des Erzgebirges wieder eine wichtige Rolle spielen konnten. Der Kaiser sprach die Tributpflicht Polens für Schlesien zu und unterstützte Vladislav bei der Expansion in das Stammesgebiet der Wilzen. Selbst in den Auseinandersetzungen um die Thronfolge der Kiewer Rus wurde Vladislav aktiv, ohne letztendlich großen Einfluss ausüben zu können.
Nach 1160 tat Vladislav II. sich bei Auseinandersetzungen mit Ungarn hervor. In Zeiten seiner Abwesenheit war es immer Děpold, der die Staatsgeschäfte führte. Nachdem dieser 1167 an der Pest starb, trübten sich die Beziehungen zum Kaiser wieder, vor allem als der Sohn Vladislavs, Adalbert III. zum Erzbischof von Salzburg ernannt wurde und dieser, ohne vom Kaiser die Regalien empfangen zu haben, trotzdem alle weltlichen Herrschaftsrechte ausübte.
In der langen Herrschaft Vladislavs blühte das böhmische Land auf. Seine Beziehungen zum Ausland brachten viele neue Einflüsse, vor allem im kulturellen Bereich. Bereits unter seinen Vorgängern, aber verstärkt unter seiner Herrschaft, kamen Reformorden nach Böhmen, wie etwa die Prämonstratenser, Zisterzienser und später auch die Johanniter. Es wurde eine Reihe von Klöstern gegründet, unter anderem Kloster Strahov, Kloster Plasy, Kloster Želiv und Kloster Doksany. Um 1160 ließ er in Prag die steinerne Judithbrücke bauen.

### Spätphase der Herrschaft
Die Herrschaft Vladislavs stellt das endgültige Ende einer mehr als hundert Jahre andauernden Krisenphase Böhmens dar. Das Land stabilisierte sich als geschlossener Herrschaftsverbund. Zwar blieb Mähren ein eigenständiges Markgrafentum, doch war der Markgraf ab dieser Zeit im Regelfall ein Prager Přemyslide. Zudem war in den unruhigen Jahrzehnten zuvor der Einfluss des Adels und des Reiches gewachsen, so dass Böhmen unter Vladislav II. und seinen Nachfolgern ein stabiler und mächtiger Bestandteil des Reiches mit starker Adelsschicht wurde. Seinen Ausdruck fand diese Entwicklung nicht zuletzt in der Verleihung der Königswürde an Vladislav II.
In der Zeit seiner Herrschaft änderte sich auch der soziale Status der Landesfürsten, was man später als territorialen Adelsstand bezeichnete. Das ehemalige Lehen, in diesem Fall die zeitliche Überlassung eines Landesteiles zur Erfüllung seiner Aufgaben und Dienste, wurde nun derart verwandelt, dass es den Adeligen gänzlich und größtenteils vererbbar überlassen wurde. In den Dörfern entstanden die ersten eigenen romanischen Kirchen, deren Bau meist von den Landesfürsten in Auftrag gegeben wurde. Um diese Kirchen herum befanden sich Siedlungen mit kleinen Festen. Nach den Ortsnamen bezeichneten sich dann meist auch die Adligen (älteste nachgewiesene Familien waren Marquart de Dubraua [1146] und Bleh de Trebusen [1169]). Vor allem in bisher nicht erschlossenen, bewaldeten Gebieten wurde das Land von der Krone den jeweiligen Führern zur Kolonisierung überlassen. So entstanden die ersten kleinen, aber oft schnell wachsenden alten böhmischen Adelsfamilien wie z. B. die Hrabischitzer, Rosenberger, Bavor von Strakonitz und andere.
Zum Ende seines Lebens versuchte Vladislav, seinem Sohn Friedrich (Bedřich) ohne Wahl und Zustimmung des Kaisers den Thron zu vererben. 1172 verzichtete er auf seine Ämter und bestimmte Bedřich zum Herzog. Damit waren die guten Beziehungen zum Kaiser endgültig gestört, zumal im Rahmen der Auseinandersetzung um die Herrschaftsfolge auch die mährische Adelsopposition wieder erstarkte. Barbarossa erkannte das Vorgehen nicht an, und Bedřich musste zurücktreten. Als Soběslavs Sohn Oldřich das vom Kaiser angebotene Lehen ablehnte, weil er keine Unterstützung im böhmischen Adel besaß, blieb nur noch Soběslav II., der Herzog wurde.
Der alte König musste Böhmen verlassen. Er ging nach Thüringen auf die Güter seiner zweiten Frau. Er starb 1174 in Meerane. Seine sterblichen Überreste wurden im Kloster Strahov bestattet.

## Gattinnen und Nachkommen
Vladislav II. war zweimal verheiratet. Seine erste Frau wurde 1140 Gertrud von Babenberg, Tochter des Markgrafen Leopold III. von Österreich. Sie starb am 8. April 1150 und hinterließ die Kinder Bedřich, Anežka, Svatopluk und Vojtěch. Das zweite Mal heiratete Vladislav 1153 Judith, Tochter des Landgrafen Ludwig I. von Thüringen, mit der er die Kinder Ottokar I., Vladislav Heinrich und Richsa hatte. Die letztgenannte Tochter heiratete Heinrich den Älteren von Mödling aus dem Geschlecht der Babenberger.